# المنسيون (فلم)
المنسيون هو فيلم مغربي من إخراج حسن بنجلون سنة 2010، وبطولة كل من مريم أجدو، أمين الناجي، عبد الرحيم المنياري، أسماء الخمليشي، وآخرين.
يُسلِّط الفيلم الضوء على مشكلة الهجرة غير الشرعية، والظروف الاجتماعية للمهاجرين الشباب.
وقد اختار مخرج الفيلم مدن فاس والدار البيضاء وبروكسيل لتوضيح معاناة المهاجرين وآخرين في وضعية غير قانونية يبحثون عن الحب والاستقرار، ويؤمنون بأن أوروبا هي الملاذ والحل لكافة مشاكلهم.

## القصة
(يامنة) فتاة قروية ساذجة تقع فريسة استغلال الراعي (عزوز) الذي يُغرّر بها ويُفقدها عذريتها، ثم يخبرها بأنه سيسافر إلى أوروبا ليجمع قدر من المال؛ حتى يستطيع طلب يدها من والدها. تمر الأيام وتنقطع أخبار (عزوز)، فيُزوجها والدها لتاجر غني الذي يكتشف في ليلة الزفاف فقدانها لعذريتها. ترفض العودة إلى القرية، وتذهب إلى خالتها في مدينة فاس، وفي الطريق تتعرف على سائق الذي يقترح عليها أن تلتحق بفرقة رقص مُتوجّهة لبلجيكا، وتوافق حتى تبحث عن(عزوز).

## جوائز وتشريفات
حصد الفيلم عددا من الجوائز في مهراجانات طنجة وتطوان وروتردام، كما تم عرضه في إطار المسابقة الرسمية خلال الدورة 26 لمهرجان السينما المتوسطية بالاسكندرية سنة 2010.

## روابط خارجية
- مقالات تستعمل روابط فنية بلا صلة مع ويكي بيانات
- المنسيون  في قاعدة بيانات الأفلام على الإنترنت (بالإنجليزية)